# Alma de Dios
Alma de Dios es una comedia lírica en un acto y cuatro cuadros en prosa, con música del maestro José Serrano y texto de Carlos Arniches y Enrique García Álvarez. Estrenada el 17 de diciembre de 1907 en el Teatro Cómico de Madrid.

## Personajes
| Personaje                                       | Tesitura               | Reparto del estreno, 17 de diciembre de 1907 |
| ----------------------------------------------- | ---------------------- | -------------------------------------------- |
| Ezequiela, mujer de carácter, casada con Matías | actriz                 | Loreto Prado                                 |
| Matías, marido de Ezequiela                     | tenor cómico           | Enrique Chicote                              |
| Mary Carmen, gitana                             | soprano                | Dolores Saavedra                             |
| El húngaro, mendigo                             | barítono o tenor       | Sr. Ortiz                                    |
| Tío Zuro, gitano viejo                          | cantaor o tenor cómico | Sr. Soler                                    |
| Pepe el liso, gitano                            | actor cantante         | Sr. Morales                                  |
| Carrascosita, cantor de iglesia                 | tenor cómico           | Sr. Morales                                  |
| Don Ramón, músico de la parroquia               | actor cantante         | Sr. González                                 |
| Sacramento, gitana                              | actriz cantante        | Srta. Girón                                  |

## Argumento
La huérfana Eloísa huye de la casa donde convive con una mala mujer. Se refugia en casa de unos tíos y conoce a un joven del que se enamora. Pero es víctima de un engaño urdido por su tía para proteger a su hija del descrédito y de su vergüenza frente a su marido, al que ha engañado, teniendo un hijo natural. El hijo es escondido, pero finalmente el engaño sale a la luz y la pareja de novios podrá proseguir su romance.

### Primer cuadro
El primer cuadro transcurre sin música. Encontramos al señor Matías en una cocina, sosteniendo en el brazo izquierdo a un niño de pecho. El señor Matías es un calzonazos, al que tiene dominado la señora Ezequiela, mujer malhumorada pero de noble corazón. Entra un vecino, Saturiano, quien se empeña en hacer una salsa para el cocido. Los dos compadres se ponen a gastar bromas con una vecina y en esto le sorprende Ezequiela, que el arma. En la escena cuarta conocemos a Eloísa, prometida de Agustín, y a la que le han colgado un hijo natural su tía "la señá Marcelina" y su prima Irene que es la verdadera madre. Como Irene está casada con el señor Adrián, la situación tiene que aclararse.

### Segundo cuadro
El cuadro segundo transcurre en una sala junto a la sacristía de una iglesia. Se oye un intermedio orquestal y el "Kirie eleison" cantado por el coro. Prosigue con un ensayo de los cantores que van a una celebración "Gracias agimus tibi". Llegan todos los personajes, con escenas cómicas por la oscuridad del lugar. El diálogo entre todos y el sacristán Sr. Orencio, esté lleno de frases graciosas. Por fin, resulta que el niño está inscrito en el libro parroquial como hijo natural de Eloísa Martínez. Eloísa jura su inocencia, y las otras se van triunfantes, mientras, Agustín, siente el amargo desengaño. 

### Tercer cuadro
El cuadro tercero nos presenta una calle de los barrios bajos de Madrid, con un solar y una casa modesta. En un puesto de castañas, con su garita de tablas, su hornillo y su capazo, está el señor Matías pregonando la mercancía. El señor Matías, siempre pirandón, coquetea con las clientes y canta su canción, acompañándose con el ruido de su fuelle: "Hoy me han dicho dos niñas demimondentes". Ezequiela descubre donde tienen escondido al niño, origen del drama, está en las Cambroneras, en una chabola de gitanos. También descubre los juegos de su marido con una parroquiana y vuelve a organizar la acostumbrada bronca, terminando con un: "¡Cerrao por defunción!" 

### Cuarto cuadro
El cuadro cuarto, en el patio de una casa de gitanos en el barrio de las Cambroneras, los humildes habitantes de aquellas casas viven su vida pobre y alegre: Mary Carmen, está echándose las cartas y luego canta "Envuerto en papel de plata" El tío Zuro es un gitano viejo que compone calderos y que interviene en el canto "Cuando será el día, pon, pon, pon, será er día pajolero", Pepe el Liso le echa pienso a un borriquillo en la cuadra y se queja de que al pobre animal le molestan los golpes del calderero "Oiga, tío Zurito no dé usté más gorpes que tiembla la casa". Sacramento y Rafaeliyo aprenden los secretos del baile gitano "Sortura en los brazos… ¡En los pinrrelitos flesibiliá!.....Ay farruca no me llores". Al pobre señor Matías, que llega para arreglarlo todo, le encaja Pepe el Liso su burro por seis pesetas, sin que el castañero se entere de cómo se lo han vendido. Pero antes está la escena de los húngaros vagabundos, con su oso y sus monos. Uno de los húngaros canta el número que se hizo rápidamente famoso, "Canta, mendigo errante", el último número musical de la obra. Ya solo falta que se aclare todo y, efectivamente, Ezequiela y Eloísa descubren el secreto del niño al que se ha registrado indebidamente. Eloísa y Agustín van a vivir tranquilos, pero la buenísima Ezequiela, también se ocupa de Irene, a la que ha convencido su madre, y que de verdad quiere a aquel hijo abandonado. El señor Adrián, aunque está indignado del engaño, volverá a Irene, por los buenos oficios de Ezequiela. 

## Música
Acto único:
- 1: Preludio.
- 2. Intermedio. “Kirie eleison”.
- 3. El ensayo de la misa "Gracias agimus tibi"
- 4. Seguidillas del fuelle "Hoy me han dichos dos niñas demimondentes".
- 5.. Escena "Envuerto en papel de plata……Mi nena cuando se lava en la fuente…..Cuando será er día, pon, pon, pon, será er día pajolero" y baile de la farruca "Ay farruca no me llores".
- 6. Canción húngara "Canta mendigo errante, cantos de tu niñez".